# Warschau-Wiener Eisenbahn

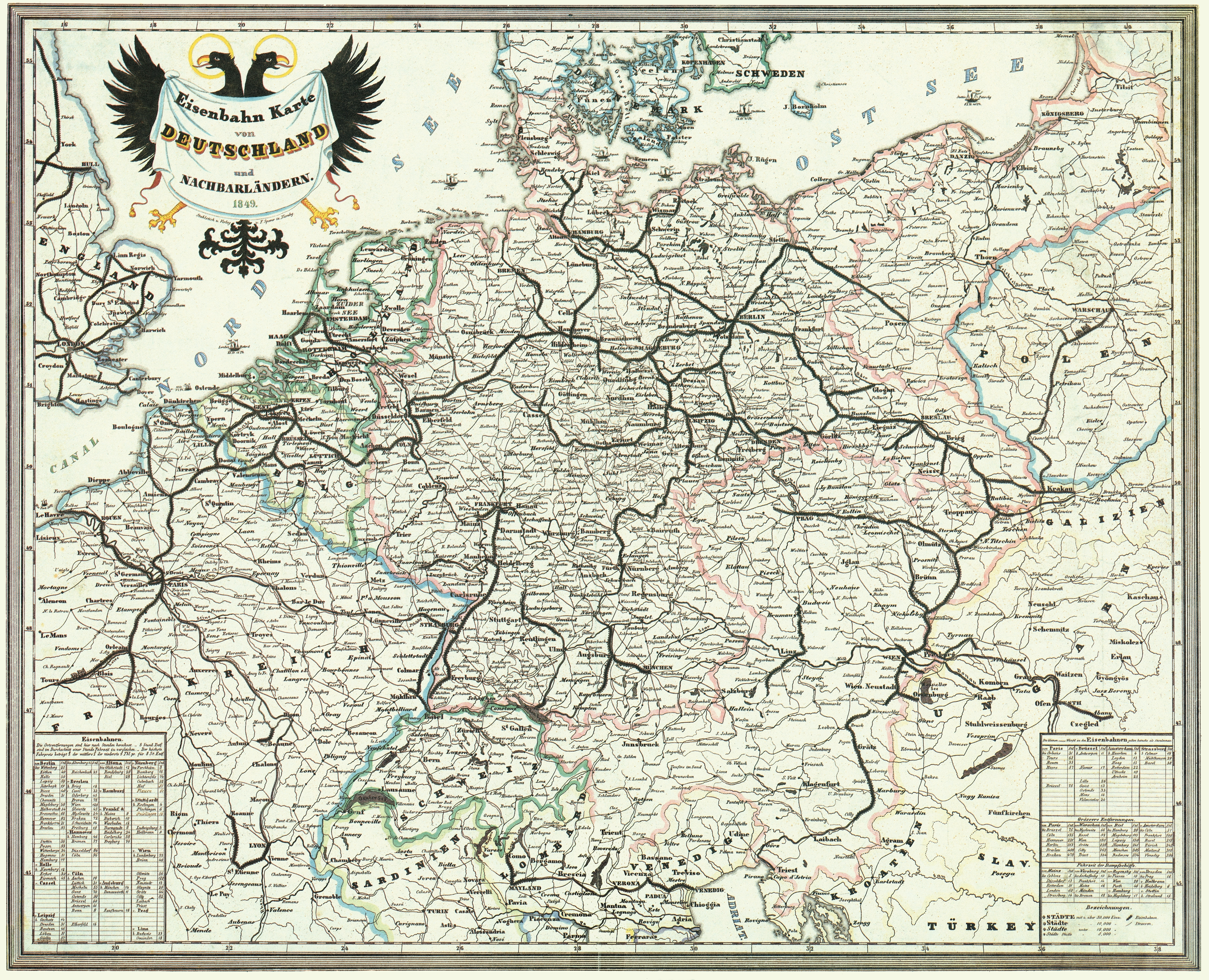
Bahnkarte von Deutschland und Nachbarländern 1849. Dünn dargestellte Strecken waren erst projektiert oder in Bau.

Die Warschau-Wiener Eisenbahn, polnisch: Kolej Warszawsko-Wiedeńska, war ein Eisenbahnunternehmen in Kongresspolen, das seinerzeit zum Russischen Reich gehörte. Die Hauptverbindung führte von Warschau bis an die damalige österreichische Grenze bei Sosnowiec, wo Anschluss an Strecken nach Wien und Berlin bestand. Sie war die erste Ferneisenbahn in Russland. 
Die Strecke hatte von Anfang an europäische Normalspur von 1435 mm. Später gebaute Eisenbahnen in Russland wurden dagegen mehrheitlich in der später so genannten Russischen Spur von 1524 mm errichtet.

## Geschichte

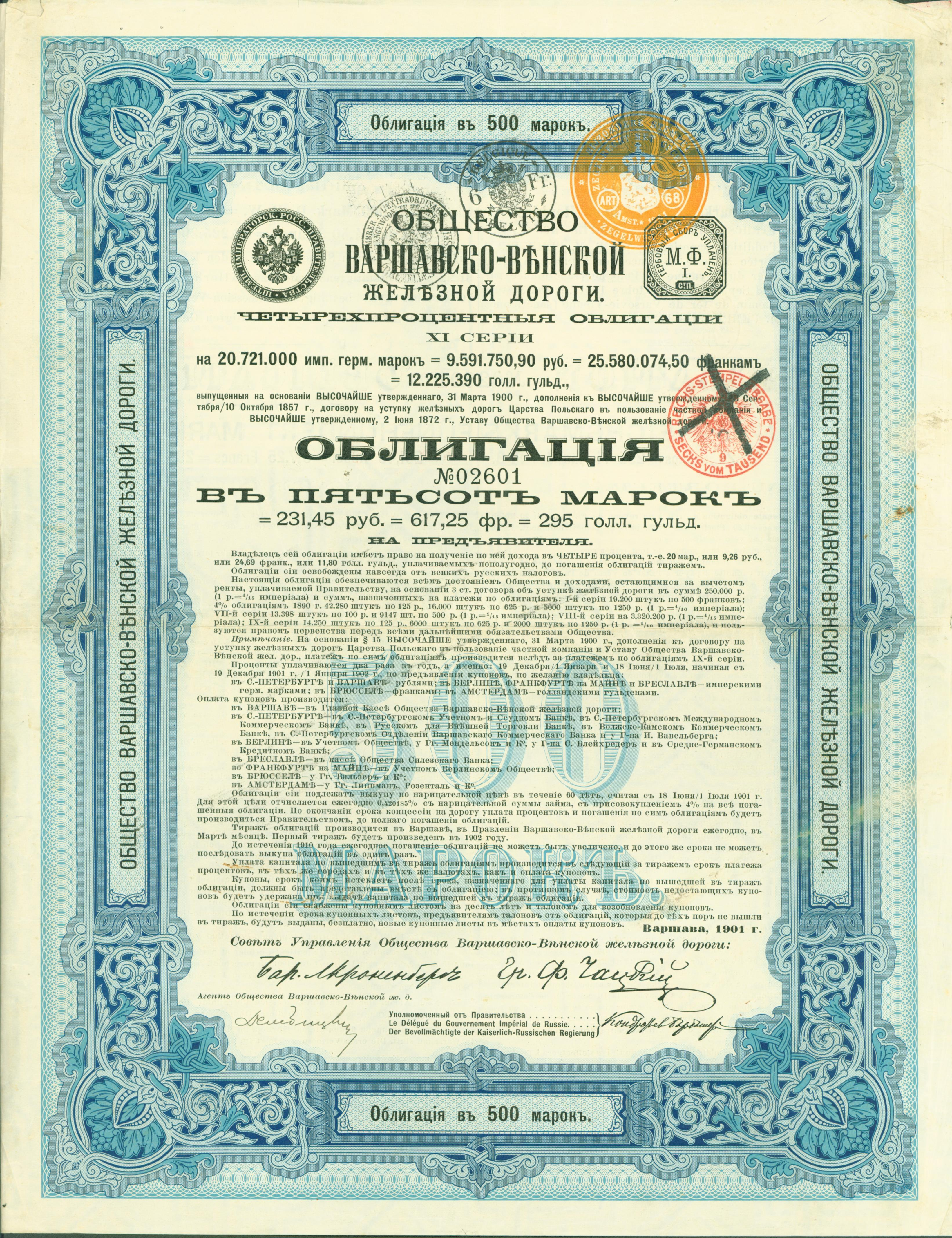
Obligation über 500 Mark der Warschau-Wiener Eisenbahn-Gesellschaft von 1901

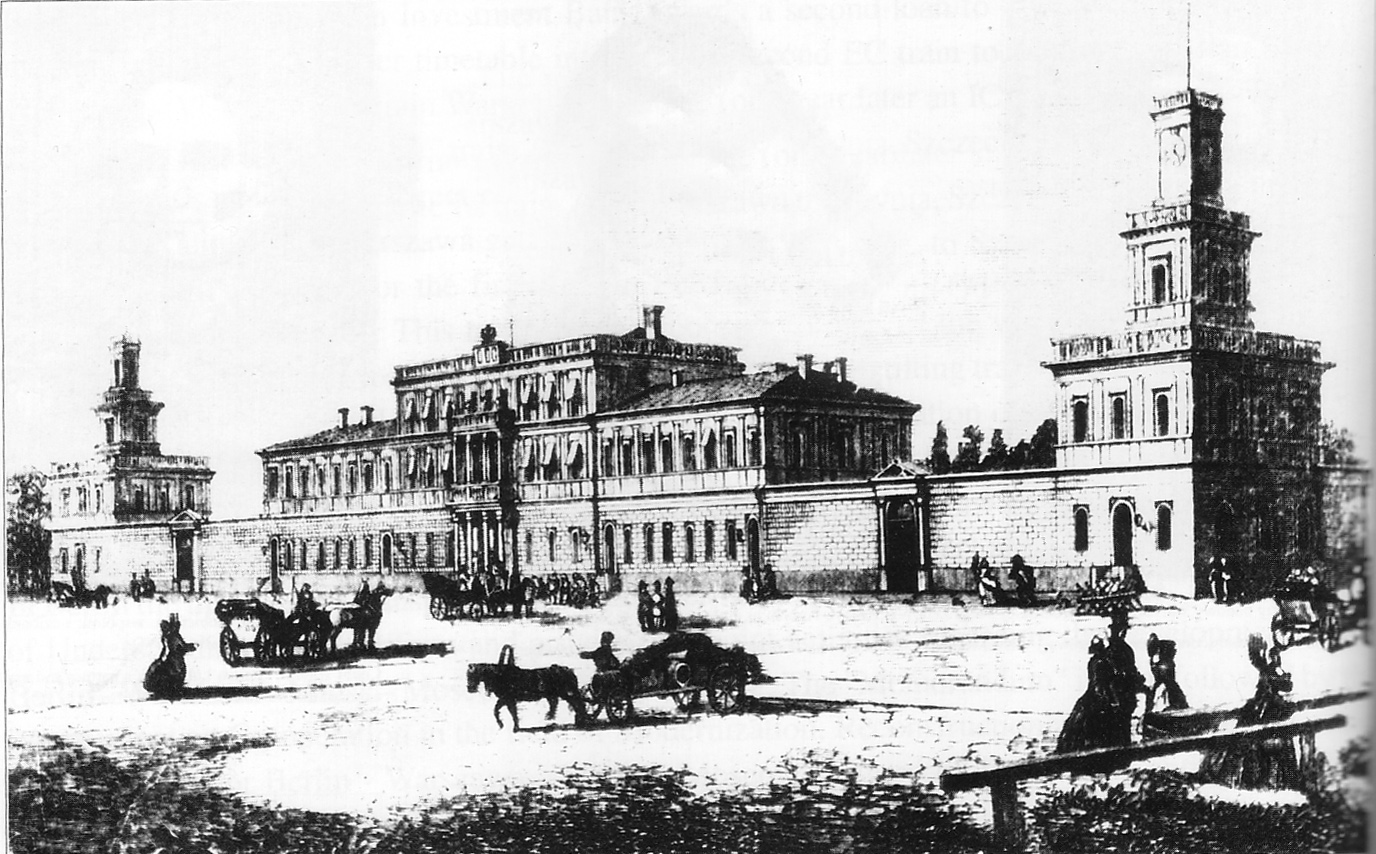
Wiener Bahnhof in Warschau (um 1850)

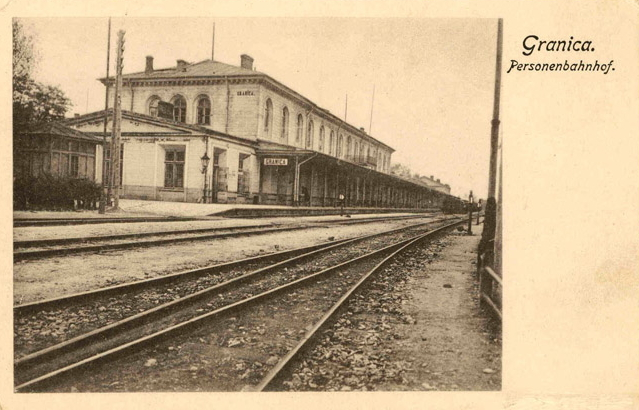
Bahnhof Granica (vor 1914)

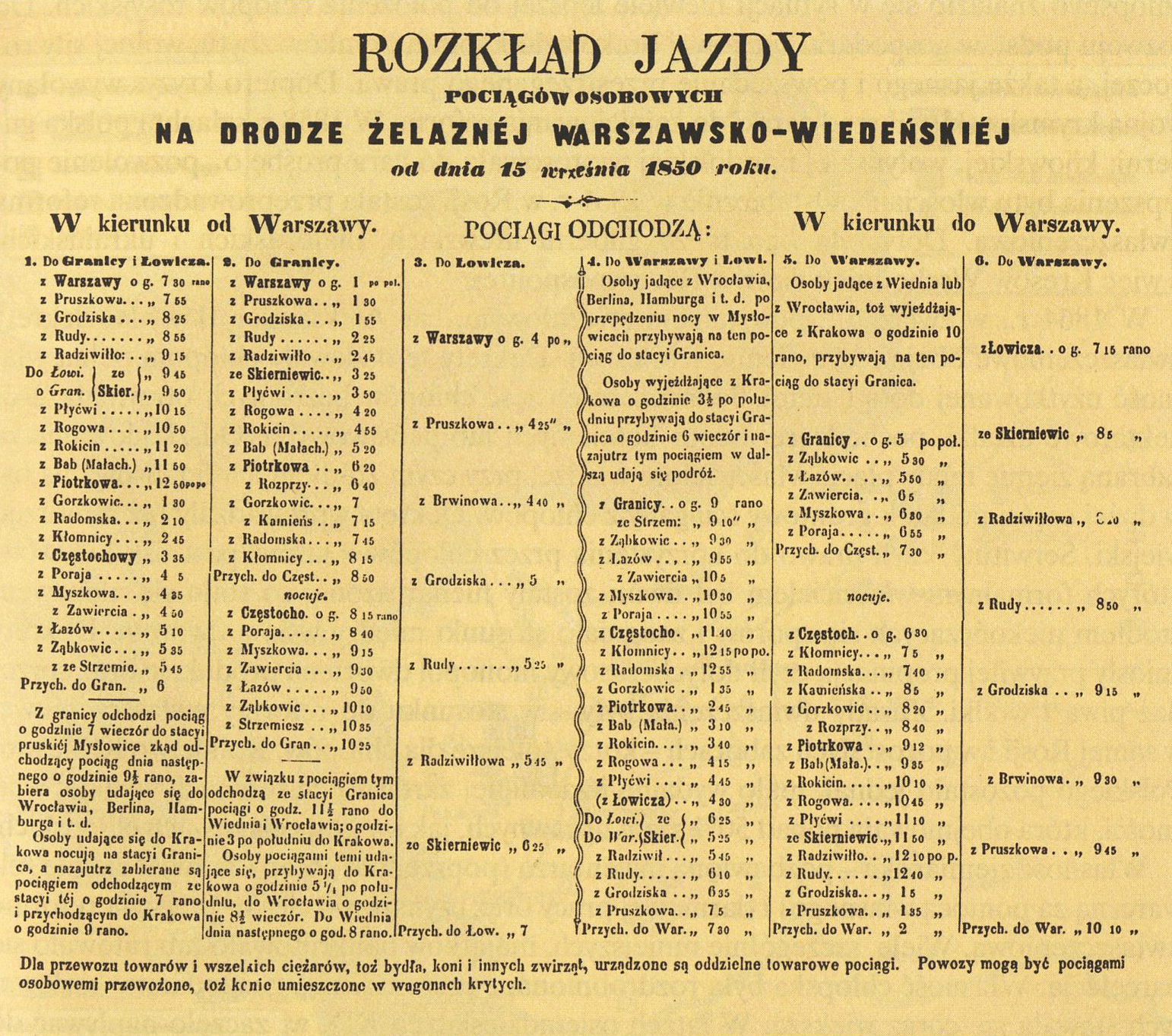
Fahrplan von 1850 mit Verweis auf die Verbindungen nach Breslau („Wrocław“), Berlin und Hamburg

Das Projekt, Warschau durch eine Eisenbahnstrecke mit Österreich zu verbinden, entstand 1835. Im Jahre 1839 wurde eine Aktiengesellschaft für den Bau einer Bahnstrecke von Warschau nach Skierniewice gegründet. Die Gesellschaft ging aber 1842 bankrott und der Bau stoppte. Am 4. Juli 1843 übernahm die Regierung Kongresspolens die Verwaltung der Warschau-Wiener Eisenbahn, und 1844 wurden die Arbeiten wieder aufgenommen. Im November des Jahres wurde der erste Abschnitt von Warschau nach Pruszków mit einer Zugfahrt des Gouverneurs von Kongresspolen eröffnet. Am 14. Juni 1845 wurde die Strecke bis Grodzisk Mazowiecki fertiggestellt, am 15. Oktober des Jahres bis Skierniewice und Łowicz, am 1. Dezember 1846 bis Częstochowa und am 1. April 1848 bis zum Bahnhof Granica, (d. h. „Grenze“) vor der österreichischen Grenze im Waldgebiet Maczki östlich von Sosnowiec. Im selben Jahr wurde die Eisenbahnbrücke über den damaligen Grenzfluss Biała Przemsza zum Bahnhof Szczakowa an der am 13. Oktober 1847 in Betrieb gegangenen Krakau-Oberschlesischen Eisenbahn in Betrieb genommen. 
Die Krakau-Oberschlesische Eisenbahn hatte in Myslowitz Anschluss an die Oberschlesische Eisenbahn nach Breslau. Am 1. September 1848 wurde diese über die Wilhelmsbahn vom Bahnhof Kosel in Kandrzin nach Oderberg (Bohumín) mit der priv. Kaiser-Ferdinands-Nordbahn (KFNB) nach Wien verbunden. Eine Verbindung von Trzebinia in der Nähe von Krakau über österreichisches Gebiet zur Nordbahn kam erst 1856 zustande. Der Wiener Bahnhof in Warschau wurde 1845 eröffnet und blieb bis in die 1920er Jahre in Betrieb.
Die Reisezeit für die gut 320 km lange Strecke zwischen Warschau und dem Grenzbahnhof betrug 1850 bei den Frühzügen mit Mittagspause 10 ½ Stunden, bei den Nachmittagszügen ohne Mittagspause 9 ½.
Zwischen 1859 und 1862 wurden zwei direkte Verbindungen zur Preußischen Staatsbahn hergestellt, so von Sosnowitz nach Kattowitz und von Aleksandrów Kujawski nach Thorn. 1866 wurde eine Anschlussbahn von Koluszki nach Łódź eröffnet.
Von 1857 bis 1912 war die Strecke an die deutsch-belgische Warschau-Wiener Eisenbahn AG verpachtet.
Am 1. Januar 1912 kaufte der russische Staat die Warschau-Wiener Eisenbahn zurück, was am 19. Dezember 1912 rechtlich wirksam wurde. Nach der Gründung der Zweiten Polnischen Republik im November 1918 kamen die Strecken zum Netz der polnischen Staatsbahn Polskie Koleje Państwowe (PKP).

## Strecken
Hauptstrecke
- Warschau – Grodzisk Mazowiecki – Żyrardów (Ruda Guzowska) – Skierniewice – Koluszki – Piotrków Trybunalski – Radomsko – Częstochowa – Myszków – Zawiercie – Ząbkowice – Strzemieszyce Południowe – Granica (russisch-österreichische Grenze)

Zweigstrecken
- Skierniewice – Łowicz, da schloss 1862/63 die grenzüberschreitende Verbindung nach Thorn an.
- Koluszki – Łódź
- Ząbkowice – Sosnowiec

## Lokomotiven und Wagen

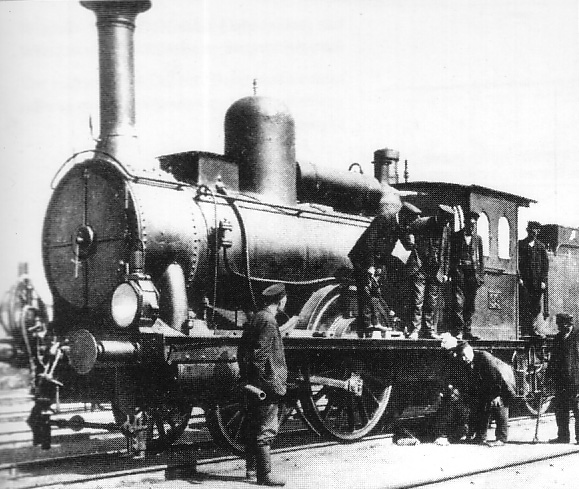
Borsig-Lok der Warschau-Wiener Eisenbahn (um 1870)

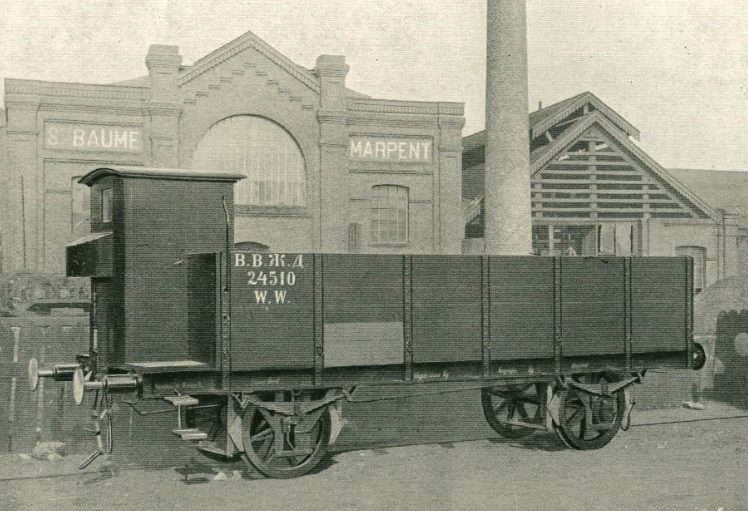
Offener Güterwagen, gebaut von Baume & Marpent

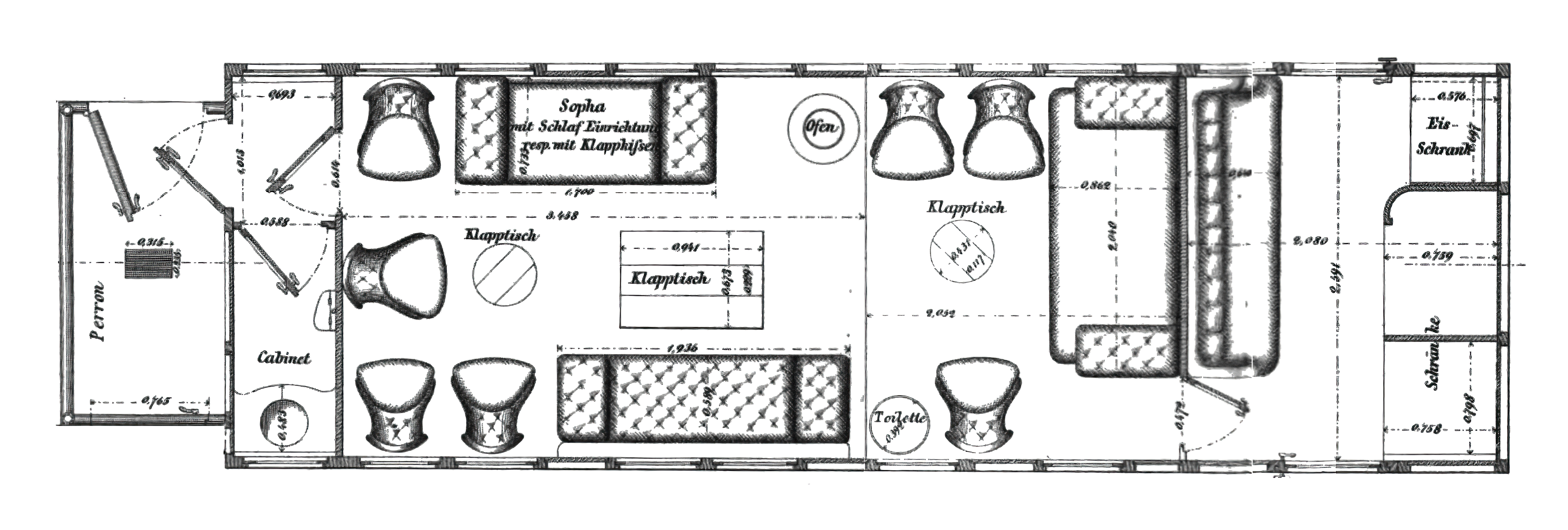
Salonwagen aus den 1860er Jahren

Die ersten Lokomotiven stammten aus dem Cockerill-Werk in Seraing, die folgenden im 19. Jahrhundert von Borsig, dann von 1901 bis zum Ersten Weltkrieg aus russischer Produktion.
In den Jahren 1898 und 1900 lieferte die Wiener Neustädter Lokomotivfabrik 18 Lokomotiven an die Warschau-Wiener Eisenbahn, wie sie zuvor schon als Gattung IId an die Kaiser Ferdinands-Nordbahn geliefert wurden.
Um den Übergang der Güterwagen zu anderen europäischen Bahngesellschaften zu ermöglichen, wurde die Gesellschaft 1864 Mitglied im Verein Deutscher Eisenbahnverwaltungen.
Güterwagen waren rotbraun und hatten eine gelbe Beschriftung. Als Eigentumskennzeichen erhielten sie das Kürzel „В. В. Ж. Д.“ (Abkürzung des Namens in kyrillischer Schrift), darunter die Wagennummer und unterhalb „W. W.“. Auf den Langträgern wurde die Kennzeichnung „Warschau-Wiener Eisenbahn“ angebracht.